# Parc Grūtas

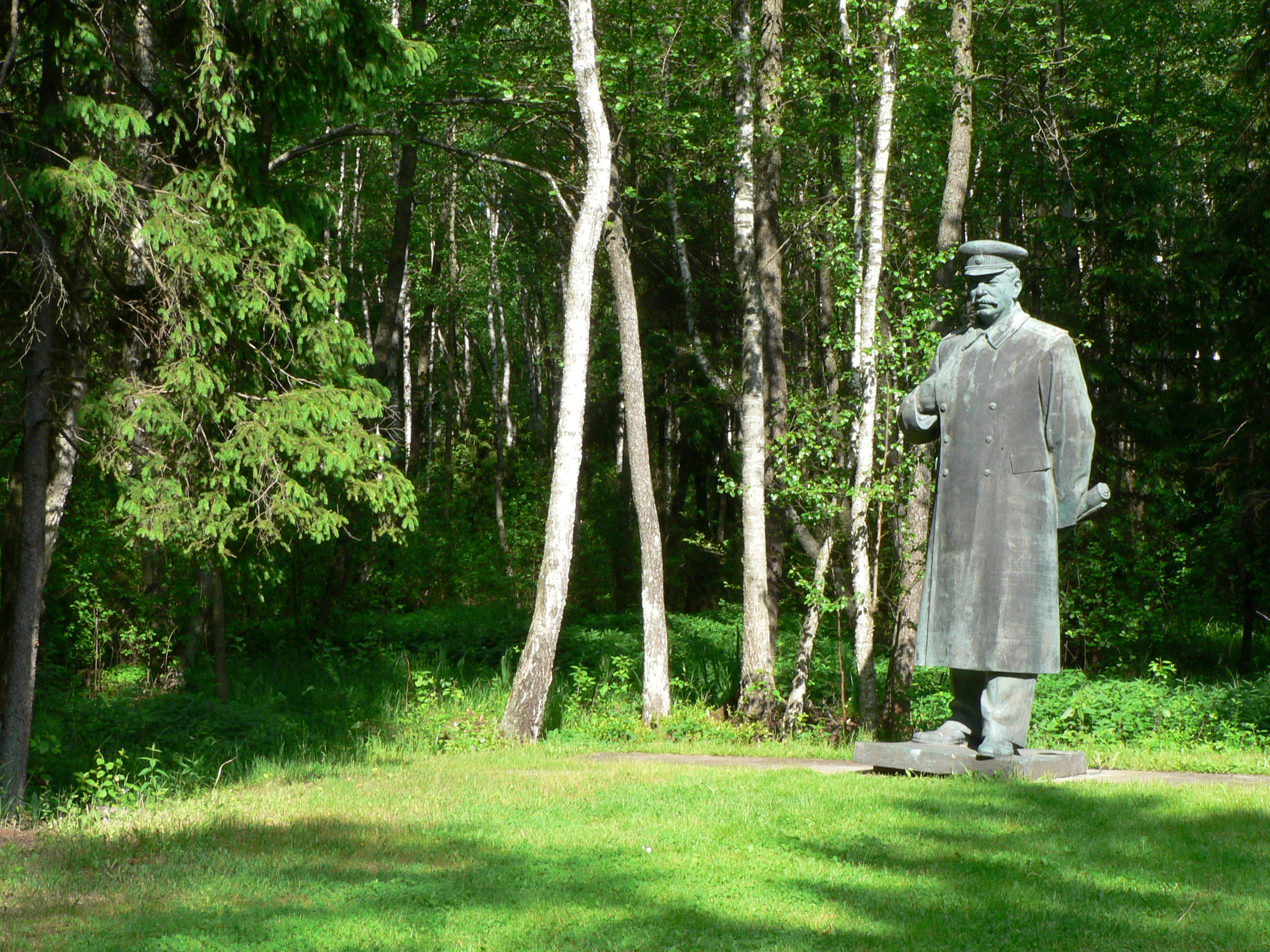
Une statue de Staline dans le Parc Grūtas ; élevée à l'origine à Vilnius.

Le parc Grūtas est un musée de plein air présentant une collection de statues et d'autres objets emblématiques de l'ère soviétique. Il a été fondé en 2001 par l'entrepreneur et ancien lutteur Viliumas Malinauskas, près de la ville de Druskininkai à environ 130 km au sud-ouest de Vilnius.
Lorsque la Lituanie accéda à l'indépendance en 1990, ces statues furent stockées en différents lieux. Malinauskas demanda au gouvernement lituanien de lui remettre ses sculptures afin de créer un musée privé.
Ce parc à thème soviétique est situé au sein du parc national de Dzūkija. En plus des statues, il présente également des reconstitutions de l'univers concentrationnaire des goulags soviétiques : baraquement, mirador et barbelés. L'exposition, tout en étant avant tout informative, essaie de garder une pointe d'ironie et d'humour. Cependant, le sujet même du parc renvoie à une page tragique de l'histoire du pays. Sa création a entraîné une opposition assez forte. Aujourd'hui encore, son existence reste controversée.
Le parc propose aussi une plaine de jeu pour enfants, un mini-zoo et des cafés. Tous ces lieux sont parsemés de reliques de l'ère soviétique.

## Exposition
Contrairement à la croyance largement répandue, cette statue de Lénine n'a pas été endommagée par la foule en joie lors de la chute du communisme. Plus prosaïquement les dégâts ont été causés par la grue utilisée lors de son enlèvement à Vilnius.
L'exposition est organisée autour de cinq sphères. Un panneau avec une brève description du ou des personnages représentés est apposé sur toutes les statues. À l'exception de Karl Marx, toutes représentent des femmes et des hommes ayant personnellement participé à l'occupation de la Lituanie.
En tout, l'exposition présente 86 statues, de 46 sculpteurs différents.

### La sphère totalitaire
- Vladimir Ilitch Lénine
- Joseph Staline
- Karl Marx

### La sphère de la terreur
- Félix Dzerjinski, l'organisateur de terreur durant la révolution russe ;
- M. Kozlovsky ;
- Zigmas Aleksa-Angarietis, une des fondatrices du parti communiste de Lituanie ;
- Vincas Mickevičius-Kapsukas, un organisateur de la Terreur rouge en Lituanie ;
- Pranas Eidukevičius, fondateur du parti social des travailleurs sociaux-démocrate lituaniens et biélorusse, devenu plus tard le parti communiste lituanien et russe ;
- Vytautas Putna, lieutenant (comcor) dans l'Armée rouge et diplomate militaire soviétique ;
- Jeronimas Uborevičius, général (comandarm) dans l'Armée rouge ;
- Feliksas Baltušis-Žemaitis, général dans l'Armée rouge, il a participé à l'occupation de la Lituanie en 1940.

### La sphère soviétique
Présente des personnages ayant combattu contre l'indépendance de la Lituanie en 1918-1919 :
- Karolis Požėla (lt)
- Kazys Giedrys (lt)
- Rapolas Čarnas (lt)
- E. Tučkus
- B. Grikas
- V. Rekašius

### La sphère rouge
Ironise sur l'idéal du résistant soviétique
- Marytė Melnikaitė - une résistante soviétique
- autres résistants

### La sphère de l'occupation
Divers personnages ayant participé à l'occupation soviétique en organisant la terreur.

### La sphère de la mort
Organisateurs et chefs de divers milices et organisations anti-nationalistes.

## Anecdotes
- Le parc Grūtas et son fondateur Viliumas Malinauskas ont gagné en 2001 le prix Ig Nobel de la paix sous le nom Le monde de Staline[1].
- Un conflit oppose depuis janvier 2007 le parc et l'association lituanienne des droits d'auteur. Cette dernière demande que le parc paie les droits aux sept artistes lituaniens qui ont sculpté certaines des statues[2]